# Суперлига Србије у одбојци
 Суперлига Србије је први степен лигашког одбојкашког такмичења у Србији. Лига је формирана 2006. након распада заједничке државе Србије и Црне Горе и расформирања бивше Прве лиге Србије и Црне Горе. Од сезоне 2009/10, Суперлига је проширена са 8 на 10 клубова, тако да у сезони 2009/10. ни један клуб није испао у нижи ранг такмичења, а у елитни ранг су се директно пласирала два најбоље пласирана тима Прве лиге Србије у одбојци.

## Историјат
Прво организовано одбојкашко такмичење у СФР Југославији одржано је 1945. године у Суботици, а било је на нивоу репрезентација савезних република. Већ следеће године организовано је Првенство Југославије на клупском нивоу и та пракса је настављена и до данашњих дана. Мењали су се називи лига у најелитнијем такмичењу, али су јединствене лиге постојале само у најквалитетнијем рангу (првој, односно првој А лиги). Други ниво је обухватао друге, односно друге Б лиге и оне су до распада СФР Југославије имале најмање по две групе. Руковођење најквалитетнијим такмичењем увек је било под ингеренцијом Одбојкашког савеза Југославије, односно Србије и Црне Горе и данас Одбојкашког савеза Србије. Данас, други ниво такмичења се назива Прва Лига Србије.

## Најтрофејнији клубови
| Клуб                | Шампионат | Куп | Суперкуп | Укупно трофеја |
| ------------------- | --------- | --- | -------- | -------------- |
| Војводина           | 19        | 16  | 6        | 41             |
| Црвена звезда       | 13        | 14  | 5        | 32             |
| Партизан            | 12        | 9   | 1        | 22             |
| Југославија Београд | 4         | 3   | 0        | 7              |
| Раднички Крагујевац | 3         | 2   | 0        | 5              |
| Железничар Београд  | 1         | 0   | 0        | 1              |
| Спартак Суботица    | 1         | 0   | 0        | 1              |
| Клек Србијашуме     | 1         | 0   | 0        | 1              |
| ВГСК                | 1         | 0   | 0        | 1              |
| Нови Пазар          | 0         | 2   | 2        | 4              |
| Рибница             | 0         | 2   | 0        | 2              |

## Систем такмичења
Такмичење се спроводе према одредбама правилника Одбојкашког савеза Србије, правилника о регистрацији играча Одбојкашког савеза Србије, међународних правила одбојкашке игре, правилника о дисциплинској и материјалној одговорности Одбојкашког савеза Србије, ових општих пропозиција такмичења и пропозиција такмичења лига.
Суперлига броји 10 екипа, а само такмичење се спроводи у два круга - лига и завршни део који подразумева разигравање за титулу (плеј оф) и разигравање за опстанак(плеј аут). Лига се игра по двоструком бод систему, где је распоред по „Бергеру“, на основу жребаних такмичарских бројева екипа. 
У разигравању за првака играју 8 тимова по куп систему, где се првопласирана састаје са осмопласираном екипом (Меч А), другопласирана са седмопласираном (меч Б), трећепласирана са шестопласираном (меч Ц) и четвртопласирана са петопласираном екипом (меч Д). Мечеви се играју на две добијене утакмице, где се прва и евентуална трећа утакмица игра на терену бољепласиране екипе. Даље, у полуфиналу групе за титулу састају се победници мечева А и Д (меч Е) и победници мечева Б и Ц (меч Ф). Мечеви се играју на три добијене утакмице, где се прва, трећа и евентуална пета утакмица игра на терену победника мечева А и Б. У финалу се састају победници полуфиналног меча, а да би тим понео титулу шампиона Суперлиге, потребно је да победи у три утакмице. Непарни мечеви се играју код победника меча Е. Уколико, после разигравања за Првака, нижепласирана екипа освоји титулу шампиона лиге, тада се пласман свих осталих тимова помера за једно место ниже, до места које је заузимала екипа која је освојила титулу у тој сезони.
У разигравању за опстанак право учешћа имају деветопласирана екипа Суперлиге и другопласирана екипа Прве лиге Србије, а меч се игра на три добијене утакмице, тако да се прво састају на терену бољепласиране екипе, а затим наизменично мењају домаћинства. Победник тог меча ће остварити право учествовања у Суперлиги Србије у наредној сезони.
Последњепласирани тим Суперлиге директно испада у Прву лигу Србије, на чије место улази првопласирану тим Прве лиге Србије у претходној сезони.
Првак Србије, победник Купа Србије и нареднопласиране екипе Суперлиге, чији број одређује надлежна комисија ЦЕВ-а према сопственој ранг листи, стичу право учешћа у куповима Европе.

## Досадашња финала Суперлиге Србије
| Сезона   | Првак                      | Резултат финала плеј-офа | Вицепрвак              |
| -------- | -------------------------- | ------------------------ | ---------------------- |
| 2006/07. | Војводина, Нови Сад (1)    | 3 : 1                    | Рибница, Краљево       |
| 2007/08. | Црвена звезда, Београд (1) | 3 : 2                    | Раднички, Крагујевац   |
| 2008/09. | Раднички, Крагујевац (1)   | 3 : 2                    | Војводина, Нови Сад    |
| 2009/10. | Раднички, Крагујевац (2)   | 3 : 1                    | Црвена звезда, Београд |
| 2010/11. | Партизан, Београд (1)      | 3 : 0                    | Војводина, Нови Сад    |
| 2011/12. | Црвена звезда, Београд (2) | 3 : 0                    | Војводина, Нови Сад    |
| 2012/13. | Црвена звезда, Београд (3) | 3 : 0                    | Партизан, Београд      |
| 2013/14. | Црвена звезда, Београд (4) | 3 : 1                    | Војводина, Нови Сад    |
| 2014/15. | Црвена звезда, Београд (5) | 3 : 1                    | Партизан, Београд      |
| 2015/16. | Црвена звезда, Београд (6) | 3 : 2                    | Војводина, Нови Сад    |
| 2016/17. | Војводина, Нови Сад (2)    | 3 : 2                    | Црвена звезда, Београд |
| 2017/18. | Војводина, Нови Сад (3)    | 3 : 1                    | Нови Пазар, Нови Пазар |
| 2018/19. | Војводина, Нови Сад (4)    | 3 : 1                    | Црвена звезда, Београд |
| 2019/20. | Војводина, Нови Сад (5)    | /                        | Ниш, Ниш               |
| 2020/21. | Војводина, Нови Сад (6)    | 3 : 1                    | Партизан, Београд      |
| 2021/22. | Војводина, Нови Сад (7)    | 3 : 1                    | Спартак, Суботица      |
| 2022/23. | Партизан, Београд (2)      | 3 : 0                    | Војводина, Нови Сад    |
| 2023/24. | Црвена звезда, Београд (7) | 3 : 2                    | Партизан, Београд      |
| 2024/25. | Раднички, Крагујевац (3)   | 3 : 2                    | Војводина, Нови Сад    |

- Прваци у првенству СФР Југославије и СР Југославије

### Успешност клубова
| Пласман | Екипа               | Првак                                        | Вицепрвак                                    |
| ------- | ------------------- | -------------------------------------------- | -------------------------------------------- |
| 1.      | Војводина           | 7 (2007, 2017, 2018, 2019, 2020, 2021, 2022) | 7 (2009, 2011, 2012, 2014, 2016, 2023, 2025) |
| 2.      | Црвена звезда       | 7 (2008, 2012, 2013, 2014, 2015, 2016, 2024) | 3 (2010, 2017, 2019)                         |
| 3.      | Раднички Крагујевац | 3 (2009, 2010, 2025)                         | 1 (2008)                                     |
| 4.      | Партизан            | 2 (2011, 2023)                               | 4 (2013, 2015, 2021, 2024)                   |
| 5.      | Рибница             | —                                            | 1 (2007)                                     |
| 5.      | Нови Пазар          | —                                            | 1 (2018)                                     |
| 5.      | Ниш                 | —                                            | 1 (2020)                                     |
| 5.      | Спартак Суботица    | —                                            | 1 (2022)                                     |

## Клубови у сезони 2024/25.
| Клуб            | Место           |
| --------------- | --------------- |
| Војводина       | Нови Сад        |
| Дубочица        | Лесковац        |
| Јединство       | Стара Пазова    |
| Карађорђе       | Топола          |
| Млади радник    | Пожаревац       |
| Ниш             | Ниш             |
| Партизан Коптек | Београд         |
| Раднички доо    | Крагујевац      |
| Рибница         | Краљево         |
| Спартак         | Суботица        |
| Таково          | Горњи Милановац |
| Црвена звезда   | Београд         |

## Учешће и пласман клубова по сезонама
|    | Екипа                  | 06/07 | 07/08 | 08/09 | 09/10 | 10/11 | 11/12 | 12/13 | 13/14 | 14/15 | 15/16 | 16/17 | 17/18 | 18/19 | 19/20 | 20/21 | 21/22 | 22/23 | 23/24 | 24/25 | 25/26 |
| -- | ---------------------- | ----- | ----- | ----- | ----- | ----- | ----- | ----- | ----- | ----- | ----- | ----- | ----- | ----- | ----- | ----- | ----- | ----- | ----- | ----- | ----- |
| 1  | Банат                  | 8     | X     | X     | X     | X     | X     | X     | X     | X     | X     | X     | X     | X     | X     | X     | X     | X     | X     | X     | X     |
| 2  | Борац Старчево         | X     | X     | 8     | X     | X     | X     | X     | X     | X     | X     | X     | X     | X     | X     | 9     | X     | X     | 12    | X     | X     |
| 3  | ВА 014                 | X     | X     | X     | X     | X     | X     | X     | X     | X     | X     | X     | X     | 10    | X     | X     | X     | X     | X     | X     | X     |
| 4  | ВГСК                   | X     | 7     | X     | X     | X     | X     | X     | X     | X     | X     | X     | X     | X     | X     | X     | X     | X     | X     | X     |       |
| 5  | Војводина              |       |       |       | 4     |       |       | 4     |       |       |       |       |       |       |       |       |       |       | 5     |       |       |
| 6  | Дубочица               | X     | X     | X     | X     | X     | X     | X     | X     | X     | X     | X     | X     | X     | X     | X     | X     | X     | X     | 4     |       |
| 7  | Ђердап                 | X     | X     | X     | X     | X     | X     | 5     | 7     | 10    | X     | X     | X     | X     | X     | X     | X     | X     | X     | X     | X     |
| 8  | Железничар Београд     | X     | X     | X     | X     | 9     | 8     | 10    | X     | X     | X     | X     | X     | X     | X     | X     | X     | X     | X     | X     | X     |
| 9  | Инђија                 | X     | X     | X     | X     | X     | X     | X     | X     | 7     | 10    | X     | X     | X     | X     | X     | X     | X     | X     | X     | X     |
| 10 | Јединство Стара Пазова | X     | X     | X     | X     | 8     | 10    | X     | 10    | X     | X     | 4     | 6     | 6     | 10    | X     | X     | 10    | 10    | 11    |       |
| 11 | Карађорђе              | X     | X     | X     | X     | X     | X     | X     | X     | X     | X     | X     | X     | X     | X     | X     | X     | 9     | 4     | 5     |       |
| 12 | Клек Србијашуме        | X     | X     | X     | X     | X     | 9     | X     | X     | X     | 9     | 10    | X     | X     | X     | X     | X     | X     | X     | X     | X     |
| 13 | Млади радник           | 6     | 6     | 6     | 6     | 6     | 5     | 7     | 8     | 9     | X     | X     | 5     | 4     | 4     | 4     | 7     | 7     | 7     | 9     |       |
| 14 | Ниш                    | X     | X     | X     | X     | X     | X     | X     | X     | X     | 5     | 7     | 9     | X     |       | 6     | 10    | X     | 11    | 7     |       |
| 15 | Нови Пазар             | X     | X     | X     | X     | X     | X     | X     | X     | 4     |       |       |       | 8     | 7     | 10    | X     | X     | X     | X     | X     |
| 16 | Нови Сад               | X     | X     | X     | X     | X     | X     | X     | X     | X     | X     | X     | X     | X     | X     | X     | X     | 11    | X     | X     | X     |
| 17 | Партизан               | 7     | 4     | 5     |       |       | 4     |       |       |       | 4     | 9     | X     | 7     |       |       | 4     |       |       | 6     |       |
| 18 | Раднички Крагујевац    |       |       |       |       | 4     |       |       | 4     | 8     | 8     | 6     | 7     | 5     | 6     |       | 5     |       |       |       |       |
| 19 | Рибница                |       | 5     | 4     | 5     | 5     | 6     | 6     | 5     | 5     | 7     | 5     | 10    | X     | 9     | 5     | 6     | 5     | 9     | 12    | X     |
| 20 | Смедерево              | X     | X     | 7     | 8     | 10    | X     | X     | X     | X     | X     | X     | X     | X     | X     | X     | X     | X     | X     | X     | X     |
| 21 | Спартак Љиг            | X     | X     | X     | 7     | 7     | 7     | 8     | 6     | 6     | 6     | 8     | 8     | 9     | X     | X     | 8     | 12    | X     | X     | X     |
| 22 | Спартак Суботица       | 5     | 8     | X     | X     | X     | X     | 9     | 9     | X     | X     | X     |       |       | 5     | 7     |       | 4     | 6     | 8     |       |
| 23 | Таково                 | X     | X     | X     | X     | X     | X     | X     | X     | X     | X     | X     | X     | X     | X     | X     | 9     | 8     | 8     | 10    |       |
| 24 | Црвена звезда          | 4     |       |       |       |       |       |       |       |       |       |       | 4     |       | 8     | 8     |       | 6     |       |       |       |